# Flecha rota
Flecha rota (título original: Broken Arrow) es un western estadounidense de 1950 basado en la novela Blood Brother de Elliott Arnold. Obtuvo tres nominaciones a los Oscar: al mejor actor de reparto (Jeff Chandler), al mejor guion, y a la mejor fotografía.

## Argumento
En 1870 ya son diez los años de luchas sangrientas entre los colonos y los apaches del jefe Cochise. Tom Jeffords (James Stewart) es un soldado licenciado que salva la vida a un niño apache. A raíz de ello quiere averiguar si los indios son humanos y agradecen lo que ha hecho.
Decide aprovechar esta circunstancia para convertirse en intermediario entre los apaches y los blancos. Contra todo pronóstico, su actuación en solitario es bien recibida por Cochise y se establece un diálogo.
El presidente de la nación envía un general para que llegue a un acuerdo de paz con los Apaches. Pero el odio acumulado en ambos bandos pone en peligro todo el trabajo realizado por Jeffords.